# Da San Siro a Samarcanda - L'amore insegna agli uomini
Da San Siro a Samarcanda - L'amore insegna agli uomini è un album dal vivo di Antonello Venditti, pubblicato nel 1992.
Contiene l'inedito L'amore insegna agli uomini.

## Tracce
Testi e musiche di Antonello Venditti, eccetto dove indicato
Cd 1
1. Raggio di luna – 6:56
2. 21 modi per dirti ti amo – 4:54 (Venditti, Cherni, Perfetto)
3. Peppino – 5:29
4. Stella – 4:50
5. Giulio Cesare – 6:01
6. Questa insostenibile leggerezza dell'essere – 5:55 (Venditti, Colucci)
7. Roma Capoccia – 4:57
8. Le cose della vita – 2:51
9. Sara – 3:32
10. Lo stambecco ferito – 6:35
11. Ci vorrebbe un amico – 3:29
12. Grazie Roma – 4:11

Cd 2
1. Notte prima degli esami – 5:20
2. Il compleanno di Cristina – 5:32
3. Amici mai – 9:37
4. Modena – 8:11
5. Dolce Enrico – 5:01
6. Benvenuti in Paradiso – 6:34 (Venditti, Lo Giudice, Anastasi)
7. Ricordati di me – 5:32
8. In questo mondo di ladri – 6:55
9. Alta marea – 5:57 (Venditti, Finn)
10. L'amore insegna agli uomini – 4:15

## Il video
Con lo stesso titolo e sempre nello stesso anno è stato pubblicato anche il video (120 minuti) che documenta il tour. Dal 2003 è disponibile anche in DVD. Regia di Stefano Salvati. Contiene le stesse canzoni del disco, tranne Sara, Grazie Roma e Lo stambecco ferito; di questi brani si vede solo qualche secondo. In più c'è un'intervista a Venditti che viene mostrata fra una canzone e l'altra. Durante il concerto a San Siro avviene il collegamento in diretta con Samarcanda, trasmissione di Rai 3 condotta da Michele Santoro. Antonello esegue i brani Modena e Alta marea insieme a Gato Barbieri.
Collegamento con Samarcanda
- Regista San Siro: Flavio Zennari
- Riprese San Siro: Beta News Srl
- Regista studio Samarcanda: Simonetta Morresi

## Musicisti
- Antonello Venditti – voce e pianoforte
- Derek Wilson – batteria
- Fabio Pignatelli – basso
- Maurizio Perfetto, Mario Schilirò – chitarre
- Alessandro Centofanti, Danilo Cherni – pianoforte e tastiera
- Amedeo Bianchi – sax
- Gato Barbieri (ospite speciale in Modena e Alta marea) – sassofono

## Classifiche

### Classifiche settimanali
| Classifica (1992-1993) | Posizione massima |
| ---------------------- | ----------------- |
| Europa                 | 60                |
| Italia                 | 6                 |

### Classifiche di fine anno
| Classifica (1992) | Posizione |
| ----------------- | --------- |
| Italia            | 21        |